# Ковылинский переулок
Ковы́линский переу́лок — переулок в Восточном административном округе города Москвы на территории района Преображенское. Проходит от улицы Суворовской до Преображенского кладбища.

## Происхождение названия
Современное название переулок получил в 1922 году по фамилии купца Ильи Ковылина, основателя соседнего с переулком старообрядческого Преображенского кладбища. До 1922 года — 2-й Кладбищенский переулок (в 1987 году в состав переулка был включен и бывший Кладбищенский проезд, который вёл от Преображенского Вала ко входу на кладбище), названный по тому же кладбищу.

## Описание
Переулок начинается от дома № 18 по Суворовской улице, проходит на восток, пересекает улицу Девятая Рота, улицу Преображенский Вал и заканчивается Преображенским кладбищем. Собственных домов по переулку не числится.

## Примечательные здания и сооружения
- № 16 по улице Девятая Рота на углу с Ковылинским переулком — городская усадьба Г. К. Горбунова, 1905—1911, архитекторы О. Г. Пиотрович, Ю. Ф. Дитерихс. Здесь до 1917 года размещалась типография Горбунова. В наши дни — один из корпусов Преображенского районного суда.
- № 24, корпус 1 по улице Преображенский Вал на углу с Ковылинским переулком — одно из зданий квартала жилых домов (1929—1931, архитекторы И. С. Николаев, Г. М. Мапу, М. Русанова)[3] в стиле конструктивизма[4] (первые послереволюционные гражданские постройки), намеченный под снос[5].
- № 25, корпуса 1—4 по улице Преображенский Вал на углу с Ковылинским переулком — здания на территории бывшего Московского Никольского единоверческого монастыря.

## Транспорт

### Наземный транспорт
По Ковылинскому переулку не проходит наземный общественный транспорт. На пересечении с улицей Преображенский Вал расположена остановка «Преображенский рынок» трамвайных маршрутов № 2, 11, 36, 46 и автобусного маршрута № 311.